# Résolution 413 du Conseil de sécurité des Nations unies
Membres permanents
- Chine
- États-Unis
- France
- Royaume-Uni
- URSS

Membres non permanents
- Allemagne de l'Ouest
- Bénin
- Canada
- Inde
- Libye
- Mauritanie
- Pakistan
- Panama
- Roumanie
- Venezuela

Résolution no 412 Résolution no 414
La résolution 413 est une résolution du Conseil de sécurité de l'ONU adoptée le 20 juillet 1977 concernant le Viet Nam et qui recommande à l'Assemblée générale des Nations unies d'admettre ce pays comme nouveau membre.
cette résolution a été adoptée par consensus.

## Contexte historique
Le 30 avril 1975, Saïgon tombe. On assiste à un exode de Sud-Vietnamiens à l’étranger. Les nouvelles autorités communistes ouvrent de nombreux camps de rééducation, et on commence une destruction minutieuse de toute la « culture sudiste » considérée comme antirévolutionnaire et dégradante ; une « économie de poubelles et de bordels » pour les armées française et américaine depuis 1945 (la littérature française a été prolixe au sujet des maisons de jeu du « grand monde » de Chợ Lớn et du « parc aux buffles », un immense BMC ou bordel militaire de campagne et le « marché aux voleurs»). 
Le 2 juillet 1976, réunification officielle en république socialiste du Viêt Nam avec la disparition conjointe et simultanée de la république démocratique du Việt Nam et la république du Việt Nam. Hanoï devient la capitale du pays réunifié et, dans le même temps, Saïgon devient Hô Chi Minh Ville. (Issu de l'article Histoire du Viet Nam).
À la suite de cette résolution ce pays est admis à l'ONU le 20 septembre 1977 ,

## Texte
- Résolution 413 Sur fr.wikisource.org
- Résolution 413 Sur en.wikisource.org